# Trigonoderus nobilitatus
Trigonoderus nobilitatus is een vliesvleugelig insect uit de familie Pteromalidae. De wetenschappelijke naam is voor het eerst geldig gepubliceerd in 1993 door Graham.